# Vincenzo Albrici
Vincenzo Albrici, född 26 juni 1631 i Rom, död 8 augusti 1696 i Prag, var en italiensk tonsättare, klaverspelare, organist och kapellmästare. Albrici var anställd bland annat vid hoven i Stockholm, Dresden och London och var en av sin tids mest berömda musiker.

## Biografi
Tillsammans med sin far och sin bror anställdes han hösten 1652 av drottning Kristina i den italienska musiktrupp hon skapat. Fadern Domenico som kontraalt, brodern Bartolomeo som gossopran och Vincenzo som kapellmästare. 18 personer ingick i truppen, bland andra gitarristen, teorbspelaren och kompositören Angelo Michele Bartolotti, bassångaren, lutenisten och kompositören Pietro Francesco Reggio, kastraterna Domenico och Nicola Melani och klaverbyggaren Giralomo Zenti. Truppen framförde dramatiska verk, "comedier"; troligen inte hela operor, men utdrag ur dem. 
Vid drottningens abdikation 1654 lämnade han sin tjänst för hovkapellet i Dresden. Från 1681 till 1696 var han organist i Tomaskyrkan, Prag.
Många av hans verk förstördes vid branden i Dresden 1760. Större delen av det som finns kvar finns i London, Berlin och i den så kallade Dübensamlingen i Uppsala universitetsbibliotek. De flesta av hans verk är kyrkliga vokalverk med latinsk bibeltext. 
Ett undantag är dock Fader Wår, komponerat under Sverigevistelsen 1654 och som möjligen framfördes i samband med drottningens abdikation. Detta är det första kända svenska körverket med svensk text.

## Bland övriga bevarade verk märks
- 2 Te Deum
- 2 mässor
- 2 sinfonior
- Kantaten Dido och Aeneas

## Diskografi
- Fader wår, körverk:
  - Från kloster till kluster. Corona artis. CD. Musica Sveciae MSCD 910. 1997.
  - Gustavus Rex & Christina Regina. Kammarkören vid Musikhögskolan i Göteborg. CD. Musica Sveciae MSCD 305. 1994.
- Sinfonia, violin (2), bc, d-moll: 
  - Svensk barock och rokoko. Musica Holmiae. LP. HMV, EMI 7C 061-35596. 1978.
  - Music of the Swedish great power period. Barockensemblen Tre kronor. CD. Daphne Records DAPHNE 1025. 2006.
  - Düben delights for soprano. Anna Jobrant ; Düben United. CD. Footprint Records FRCD049. 2010. + Omnia, quae fecit Deus
- Sinfonia à 2: 
  - Christinas resa. SACD. Caprice CAP 21734. 2004.
- Sinfonia à 6: 
  - Musik på Tre kronor. Corona artis. CD. Musica Sveciae MSCD 306-307. 1995.
  - Fanfar och saraband : musiken kring Wrangel och Skokloster. Drottningholms barockensemble. CD. Proprius PRCD 9158. 1998.